# Wicked Blood
Wicked Blood (Brasil: Jogo da Morte ) é um filme estadunidense de 2014 lançado diretamente em vídeo, dos gêneros ação e suspense dirigido e escrito por Mark Young. O filme foi lançado em 5 de fevereiro de 2014 em Santa Barbara, Califórnia.

## Sinopse
Hannah e Amber Baker estão presas em um submundo sombrio da violência, drogas e motociclistas. Ambas vivem com medo de seu "tio Frank" Stinson, o líder cruel de uma organização criminosa.

## Elenco
- Abigail Breslin como Hannah Lee Baker
- Alexa PenaVega como Amber (como Alexa Vega)
- Sean Bean como Frank Stinson
- James Purefoy como Bill Owens
- Jake Busey como Bobby Stinson
- Lew Temple como Donny Baker
- J.D. Evermore como Doutor
- Ritchie Montgomery como Hank
- Thomas Francis Murphy como homem barbudo
- Dodie Brown como Enfermeira
- Ricky Wayne como Agente do FBI
- Tim Ross como porta voz
- Casey Hendershot como Lukas
- Kaden Washington Lewis como garoto no campo
- Stefan Solea como louco correndo